# Seymour Magoon
Seymour „Blue Jaw“ Magoon (gelegentlich auch Seymore Magoon) (* 1908; † ?) war ein US-amerikanischer Mobster aus New York City – eigentlich irischer Abstammung – und Auftragsmörder der Murder, Inc. Er wird der Kosher Nostra zugerechnet.

## Leben

### Frühe Jahre
Magoon war in den 1920er und 1930er Jahren zusammen mit Martin Goldstein in die Unterwanderung der Maler-Gewerkschaft („labor racketeering“) verstrickt. Als nach dem Krieg von Castellammare das National Crime Syndicate gebildet wurde, entstand die Murder, Inc. als zentrales Tötungsorgan, in dem vor allem Mobster der Kosher Nostra und La Cosa Nostra zusammenarbeiteten. Magoon zählte zu einer Reihe von Auftragsmördern, die auf Anweisung ranghoher Führungspersönlichkeiten des organisierten Verbrechens in New York Morde verübten. Die Aufträge sollen jedoch hauptsächlich von den beiden Bandenchefs und Gewerkschaftskriminellen Louis Buchalter und Albert Anastasia gestammt haben.
1934 verhaftete man Magoon wegen des Mordes an Jacob Cooperman, einem privaten Kreditgeber aus Brooklyn. Eine Verurteilung erfolgte jedoch nicht.
1936 verhängte ein Gericht Haftstrafen gegen Magoon und Martin Goldstein wegen ihrer Beteiligung an der Unterwanderung der Malergewerkschaft.
Im März 1937, wenige Wochen nach Magoons Entlassung aus dem Gefängnis Sing Sing, wurde er wegen des dringenden Tatverdachts festgenommen, im Stadtteil Queens einen Mord begangen zu haben. Die Anklage wurde jedoch im April desselben Jahres von einer Grand Jury abgewiesen.

### Ermordung Benjamin Tannenbaums
Im Februar 1941 soll Magoon den Murder, Inc. Angehörigen und mutmaßlichen Pentito Benjamin Tannenbaum ermordet haben. Tannenbaum, ein Freund des New Yorker Immobilienmaklers Max Heitner, wurde durch zwei Schüsse in die Brust getötet, als er in Heitners Wohnung dessen vier Monate altes Kind beaufsichtigte. Magoon wurde wegen des Mordes zunächst in Gewahrsam genommen. Angeblich wollte Tannenbaum den Behörden Details über den Mord an Dutch Schultz im Palace Chophouse Restaurant 1935 zukommen lassen und insbesondere Charles Workman mit dem vierfachen Mord belasten.

### Belastungszeuge Max Rubin
Nachdem der Gewerkschafter Max Rubin 1937 einen Kopfschuss überlebt hatte, heuerte man Magoon zur erneuten Tatbegehung an, um Rubin, der über die Machenschaften der Buchalter-Shapiro-Bande und die Verwicklung Buchalters in die Ermordung Joseph Rosens informiert war, von einer Kooperation mit der Staatsanwaltschaft abzuhalten.
Joseph Rosen, ein Freund von Max Rubin, hatte Geldzahlungen für sein Schweigen hinsichtlich der Verwicklung Buchalters in die Unterwanderung der Gewerkschaften verlangt. Da Rosen ständig neue Forderungen stellte und versuchte, Buchalter zu erpressen, ordnete Buchalter dessen Ermordung an. Rubin gelang es nicht, die Tat zu verhindern und Buchalter von der Ungefährlichkeit Rosens zu überzeugen. Vielmehr beauftragte man später Seymour Magoon damit, auch Max Rubin zu ermorden und dessen mögliche Zeugenaussage vor einer Jury zu verhindern.
Nachdem Magoon über einen längeren Zeitraum Rubin observiert hatte und feststellen musste, dass dieser Tag und Nacht von Polizeibeamten beschützt wurde, teilte er Emanuel Weiss, einem Handlanger von Buchalter, mit, dass er den Mord an Rubin nicht begehen könne, ohne dabei auch einen Polizisten zu ermorden. Laut einer späteren Aussage von Magoon drängte Weiss zunächst darauf, auch den Polizisten zu töten. Schließlich habe man jedoch den Tatplan vollständig aufgegeben.
Als in den 1940er Jahren Abe Reles, Angehöriger der Murder, Inc., und kurz darauf Albert Tannenbaum und Sholem Bernstein vor dem Staatsanwalt des Distrikts, Thomas E. Dewey, gegen Anhänger der organisierten Kriminalität aussagten, beschloss 1941 auch Magoon, als Belastungszeuge gegen andere Mitglieder der Organisation in Erscheinung zu treten, um selbst Strafmilderung zu erlangen.

### Magoons Rolle im Feinstein-Mordprozess
Irving Feinstein, ein in Ungnade gefallenes Mitglied der Murder, Inc., wurde 1939 in das Haus von Abe Reles in der E.91 St. in Brooklyn verschleppt und dort gefoltert. Letztendlich tötete Harry Strauss Feinstein mit einem Eispickel. Darauf versuchten die Täter, den Leichnam durch Feuer unkenntlich zu machen. Weitere Tatbeteiligte waren Harry Maione und Martin Goldstein.
In dem Mordprozess sagte Magoon gegen seinen früheren Komplizen und Jugendfreund Martin Goldstein aus. Goldstein und Strauss wurden zum Tode verurteilt und 1941 auf dem elektrischen Stuhl in Sing Sing hingerichtet.

### Magoons Rolle im Rosen-Mordprozess
1940, vier Jahre nach der Ermordung Joseph Rosens, konnte die Staatsanwaltschaft von Kings County Anklage gegen die Beschuldigten Louis Buchalter, Louis Capone, Harry Strauss, James Ferraco, Emanuel Weiss und Philip Cohen erheben.
Bis zur eigentlichen Gerichtsverhandlung 1941 war Harry Strauss bereits hingerichtet worden. James Ferraco wurde 1940 oder 1941 von Unbekannten ermordet und Philip Cohen wurde aus nicht näher bekannten Gründen wieder von der Angeklagtenliste gestrichen, wegen Drogenschmuggels allerdings zu einer Haftstrafe verurteilt und nach seiner Entlassung 1949 in New York erschossen.
Als sich schließlich die drei verbliebenen Angeklagten Louis Buchalter, Emanuel Weiss und Louis Capone 1941 wegen des Mordes an Joseph Rosen vor Gericht verantworten mussten, beschuldigte der Belastungszeuge Magoon Capone, den Mord geplant zu haben. Im Dezember desselben Jahres verurteilte eine Jury die drei Angeklagten zum Tode.
1943 traf der Anwalt Leon Fischbein Magoon in einem New Yorker Restaurant. In dem Gespräch erkundigte sich Magoon nach dem Gesundheitszustand von Louis Capone. Er wollte außerdem von Fischbein wissen, wie die Chancen der drei zum Tode Verurteilten hinsichtlich einer Wiederaufnahme des Verfahrens stünden.

“I too hope that Louis Capone gets a new trial. I hated to testify against him, but I had to look out for myself, because the bosses were the ones who turned state's evidence first, and I being only a slob, why should I have stood up when others did not… If Louis Capone gets a new trial, things will be different.”

„Auch ich hoffe, dass Louis Capone einen neuen Prozess bekommt. Ich habe es gehasst, gegen ihn auszusagen, aber ich musste auf mich selbst aufpassen, denn die Bosse waren diejenigen, die zuerst die Beweise des Kronzeugen einreichten, und ich, ein einfacher Chaot, warum hätte ich mich wehren sollen, wenn andere es nicht taten… Wenn Louis Capone einen neuen Prozess bekommt, wird alles anders sein.“

Leon Fischbein fragte darauf Magoon, ob er damit sagen wolle, dass er in dem Prozess gelogen hat. Magoon wich der Frage aus und betonte ein weiteres Mal, dass bei einer Wiederaufnahme des Verfahrens die Dinge für Capone anders stünden.
Eine Wiederaufnahme des Verfahrens konnte jedoch von der Verteidigung der drei Verurteilten nicht erreicht werden. 1944 vollstreckte man die Todesstrafe an Buchalter, Weiss und Capone.
Über das weitere Schicksal Magoons ist bis zum heutigen Tage nichts bekannt.

## Adaptionen
In der Fernsehserie Las Vegas von 2005 wird in der vierten Folge der dritten Staffel: „Whatever Happened to Seymour Magoon?“ sein Verschwinden lediglich am Rande thematisiert und die These aufgestellt, er könnte in Las Vegas ermordet und begraben worden sein.